# Henri Delmotte
Henri Philibert Joseph Delmotte, né le 14 mars ou mai 1822 à Baudour dans le Hainaut et mort le 10 juillet 1884  à Bruxelles, est un poète et romancier belge.

## Biographie
Fils de Henri-Florent Delmotte (1798 - 1836) et petit fils de Philibert Delmotte (1745-1824), Henri étudie la jurisprudence à l'Université libre de Bruxelles et est reçu Docteur en 1845. Il travaille pour le gouvernement pendant un certain temps, notamment au ministère de l'Intérieur en 1848, puis comme commissaire à Nivelles de 1849 à 1859, avant de quitter la vie publique pour s'installer à Bruxelles. Il œuvre afin d'établir en Belgique un théâtre national de langue française. En 1879 et 1880, il écrit des tracts et des articles de journaux très polémiques.
À côté de nombreux articles dans des magazines, Delmotte  publie également des livres et des comédies, dans lesquels il décrit la classe moyenne belge contemporaine.